# Guillermo Rico
Guillermo Rico (* 10. Februar 1920 in Lanús; † 18. Mai 2013) war ein argentinischer Tangosänger, Schauspieler und Fernsehmoderator.

## Leben
Rico begann in den 1930er Jahren in den Clubs seiner Nachbarschaft zu singen. Mario Pugliese hörte von ihm und nahm ihn in seine humoristische Musikergruppe Los Bohemios auf, die mit ihrem Pianisten Oscar Sabino in Radioshows auftrat und durch Argentinien tourte. 1940 wechselte Rico zu der von Tito Martínez del Box geleiteten Gruppe La Gran Cruzada del Buen Humor. Mit dieser trat er bei Radio Belgrano auf und hatte 1943 eine Rolle in dem Film El fabricante de estrellas (mit Pepe Arias), wo er den Sänger Alberto Castillo imitierte.
1944 machte ihn Oscar Sabino mit Juan Canaro bekannt, der ihn in sein Orchester aufnahm. Da er bislang als Humorist und Imitator bekannt geworden war, schlug ihm Canaro vor, unter einem anderen Namen aufzutreten. Nachdem er die Namen Guillermo Barragán und Guillermo Peñaflor verworfen hatte, debütierte er schließlich mit Canaro als Guillermo Coral bei Radio Belgrano. Der zweite Sänger des Orchesters war Carlos Roldán, dem später Alberto Arenas nachfolgte. Mit Arenas sang er bei vielen Auftritten des Orchesters Canaros. Gemeinsam traten sie auch 1945 in Enrique García Vellosos Musical El tango en París auf. Dort sang Rico mit Roldán die Milonga Serafín y Julia Paz und mit der Schauspielerin Alicia Vignoli den Walzer No llores más und den Tango Niebla. Insgesamt nahm Rico mit Canaro 32 Titel auf.
Nach der Trennung von Canaros Orchester sang Rico in dem Film No salgas esta noche (1946) den Tango El irresistible. Darauf kehrte er zu der La Gran Cruzada del Buen Humor zurück, mit der er 1948 in dem Film Cuidado con las imitaciones auftrat. Nach einigen Umbesetzungen nannte sich die Gruppe Los Cinco Grandes del Buen Humor und bestand nun aus Rico, Rafael Carret, Jorge Luz, Zelmar Gueñol und Juan Carlos Cambón. In dieser Besetzung arbeiteten sie mehr als zehn Jahre erfolgreich zusammen, bis das Interesse des Publikums nachließ und sie beschlossen, sich zu trennen. Rico nahm noch einige Tangos auf und trat im Fernsehen bei Musiksendungen als Moderator und ab 1973 als Schauspieler in Soaps auf.